# Persoonia hirsuta
Persoonia hirsuta este o plantă care aparține genului Persoonia din familia Proteaceae⁠(d), endemică în estul statului New South Wales, Australia. Este un arbust păros, scurt sau întins, cu frunze liniare, în formă de lance sau în formă de spatulă și flori galbene sau portocalii dispuse individual sau în grupuri de până la zece pe un rachis până la 20 de milimetri lungime.

## Descriere

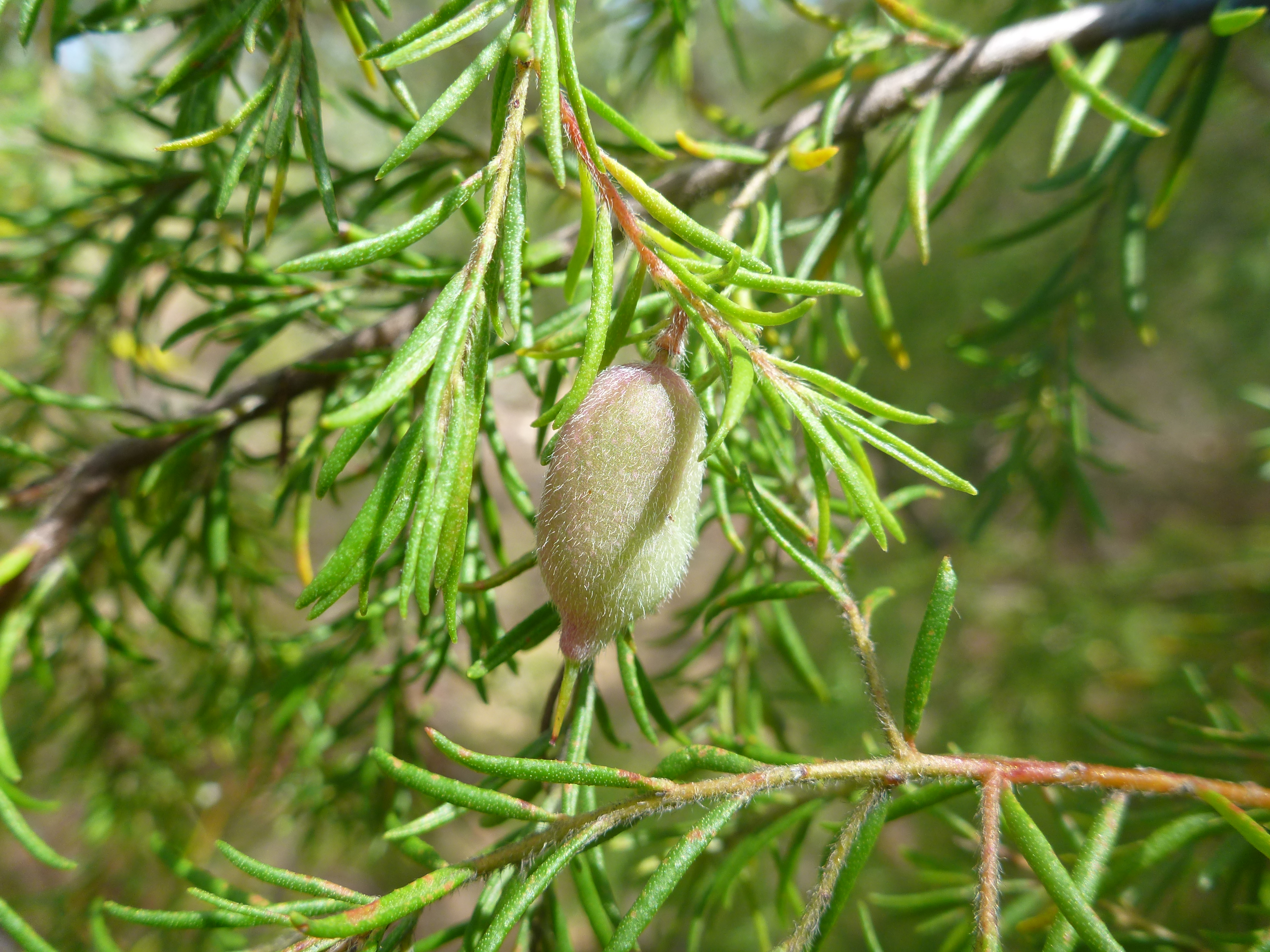
Drupe

Persoonia hirsuta este un arbust scurt, întins, care de obicei ajunge până la o înălțime de 0,3–1,5 metri și are ramuri, frunze, flori și fructe păroase. Frunzele sunt în formă de spatulă până la eliptice sau liniare până la frunze alungite înguste, lungi de 5–14 mm și late de 0,7–5 mm, cu marginile curbate sau chiar învârtite în jos. Florile cresc individual sau în grupuri de până la zece pe un rachis de până la 20 de milimetri lungime, care continuă să crească într-un lăstar cu frunze după înflorire. Tepalele sunt galbene sau portocalii, cu o lungime de aproximativ 10 milimetri. Înflorirea are loc de obicei din noiembrie până în ianuarie, iar fructul este o drupă cărnoasă, variind în culoare de la verde la crem cu dungi roșii.

## Taxonomie și nomenclatură
Colectată de John White în vecinătatea Port Jackson⁠(d), Sydney, în 1794, Persoonia hirsuta a fost descrisă formal pentru prima dată de Christian Hendrik Persoon în lucrarea sa din 1805, Synopsis Plantarum.
În 1991, Peter Weston și Lawrie Johnson⁠(d) au descris două subspecii, iar numele sunt acceptate de recensământul plantelor din Australia:
- Persoana hirsuta subsp. evoluta L.A.S. Johnson & P.H. Weston[11] are frunze în formă de spatulă până la eliptice, late de 1,5–5 mm, cu marginile întoarse în jos;[12]
- Persoana hirsuta Pers. subsp. hirsuta[13] are frunze alungite liniare până la înguste, late de 0,75–1,5 mm, cu marginile învârtite în jos.[14]

## Răspândire și habitat
Această specie crește de obicei în păduri deschise și pajiști pe soluri de gresie. Subspecia evoluta este răspândită sporadic pe Coasta Centrală și Platourile Centrale în districtele Putty⁠(d), Glen Davis⁠(d) și Hill Top⁠(d), în principal la altitudini care variază între 350 și 600 de metri. Subspecia hirsuta se găsește din Gosford până în Parcul Național Royal, în principal până la 20 de km de coastă și la altitudini mai mici de 300 de metri.

## Ecologie
Cele două subspecii se intersectează ca areal din partea inferioară a Munților Albaștri până la 15 km de coastă. De asemenea, subspecia evoluta hibridizează cu P. mollis⁠(d) subsp. nectens. Fructele sunt adaptate pentru a fi consumate de vertebrate precum canguri, posumi și currawong și alte păsări mari.

## Stare de conservare
Persoonia hirsuta este enumerată la nivel național ca fiind pe cale de dispariție în cadrul Legeii privind protecția mediului și conservarea biodiversității din 1999 și în New South Wales în cadrul Legeii Privind Conservarea Biodiversității 2016. Specia apare în populații mici, fragmentate, de-a lungul arealului său și este amenințată de dezvoltarea urbană, curățarea sau degradarea tufișurilor și incendiile prea frecvente și arderea tufișurilor. Albina europeană a fost și ea implicată în declinul acestei specii și al altor specii înrudite, deoarece este suspectată a fi un polenizator sărac al florilor de Persoonia.